# 中俄总理定期会晤
中俄总理定期会晤是中华人民共和国国务院总理与俄罗斯联邦政府总理自1996年开始的政府首脑间定期会晤机制，一年一度。

## 历史沿革
1992年12月，中俄发表联合声明指出“为进一步发展双边关系，加强相互信任和理解，双方商定保持各个级别的经常性的政治对话,包括高级对话”。
1994年9月江泽民主席访俄时，双方一致同意，加强两国多层次、多领域的接触与交流“特别是保持两国最高层领导人的交流”。
1995年6月李鹏总理访俄签署的联合公报又指出，双方“愿意继续定期举行频繁和建设性的高层和最高级别对活”。
1996年4月24日至26日叶利钦访华时，在同江泽民主席进行的会谈中，双方“一致同意建立两国领导人之间的定期会晤机制”。同年，中俄两国建立起面向21世纪的建设性伙伴关系。

## 会晤机制
定期会晤机制确立后，中俄两国总理每年举行一次会晤。中俄总理定期会晤机制下最初设总理定期会晤委员会、人文合作委员会和能源谈判代表会晤三大机制。

### 中俄总理定期会晤委员会
| 中方主席     | 俄方主席         |
| ------------ | ---------------- |
| 副总理胡春华 | 副总理切尔内申科 |

## 历次会晤

### 李鹏时期
1996年12月27日，李鹏总理访俄签署的联合公报，决定建立中俄总理定期会晤机制，并为此设立政府首脑定期会晤委员会。
1997年6月27日，国务院总理李鹏在人民大会堂同俄罗斯总理切尔诺梅尔金举行中俄两国总理定期会晤机制的第二次会晤，签署《中华人民共和国政府和俄罗斯联邦政府关于建立中俄总理定期会晤机制及其组织原则的协定》。
1998年2月17日，国务院总理李鹏在莫斯科同俄罗斯总理切尔诺梅尔金举行中俄总理第三次定期会晤。

### 朱镕基时期
1999年2月25日，国务院总理朱镕基在莫斯科同俄罗斯总理普里马科夫举行中俄政府首脑第四次定期会晤。
2000年11月1日，中俄总理定期会晤委员会四次会议举行。应中华人民共和国国务院总理朱镕基的邀请，俄罗斯联邦政府总理卡西亚诺夫于2000年11月3日至4日对中华人民共和国进行正式访问，其间两国总理举行了中俄总理第五次定期会晤。签署《中俄总理第五次定期会晤联合公报》。
2001年9月7日至12日，应俄罗斯联邦政府总理卡西亚诺夫的邀请，中华人民共和国国务院总理朱鎔基对俄罗斯联邦进行正式访问，其间于9月8日在圣彼得堡举行了中俄总理第六次定期会晤。签署《中俄总理第六次定期会晤联合公报》。
2002年8月22日，国务院总理朱镕基在上海与应邀来华进行正式访问的俄罗斯联邦政府总理卡西亚诺夫举行了中俄总理第七次定期会晤。签署《中俄总理第七次定期会晤联合公报》。

### 温家宝时期
2003年9月24日，中国国务院总理温家宝与俄罗斯总理卡西亚诺夫举行中俄总理第八次定期会晤后，在北京签署了《中俄总理第八次定期会晤联合公报》。
2004年9月23日至25日，应俄罗斯联邦政府总理弗拉德科夫的邀请，中华人民共和国国务院总理温家宝对俄罗斯进行正式访问，9月24日在莫斯科举行了中俄总理第九次定期会晤。签署《中俄总理第九次定期会晤联合公报》。
2005年11月3日，国务院总理温家宝与俄罗斯总理弗拉德科夫在人民大会堂举行了中俄总理第十次定期会晤。双方回顾了10年来两国总理定期会晤所取得的成果和经验。签署《中俄总理第十次定期会晤联合公报》。
2006年11月9日，国务院总理温家宝在人民大会堂同俄罗斯总理弗拉德科夫共同主持中俄总理第十一次定期会晤，签署《中俄总理第十一次定期会晤联合新闻公报》。
2007年11月6日，国务院总理温家宝在莫斯科同俄罗斯总理祖布科夫共同主持中俄总理第十二次定期会晤，签署《中俄总理第十二次定期会晤联合公报》。
2008年10月28日，国务院总理温家宝在莫斯科同俄罗斯总理普京共同主持中俄总理第十三次定期会晤，签署《中俄总理第十三次定期会晤联合公报》。
2009年10月13日，国务院总理温家宝在人民大会堂同俄罗斯总理普京共同主持中俄总理第十四次定期会晤，签署《中俄总理第十四次定期会晤联合公报》。
2010年11月23日，国务院总理温家宝在圣彼得堡同俄罗斯总理普京共同主持中俄总理第十五次定期会晤，签署《中俄总理第十五次定期会晤联合公报》。
2011年10月11日，国务院总理温家宝在人民大会堂同俄罗斯总理普京共同主持中俄总理第十六次定期会晤，签署《中俄总理第十六次定期会晤联合公报》。
2012年12月6日，国务院总理温家宝在莫斯科同俄罗斯总理梅德韦杰夫共同主持中俄总理第十七次定期会晤，签署《中俄总理第十七次定期会晤联合公报》。

### 李克强时期
2013年10月22日，国务院总理李克强在人民大会堂同俄罗斯总理梅德韦杰夫共同主持中俄总理第十八次定期会晤，签署《中俄总理第十八次定期会晤联合公报》。
2014年10月13日，国务院总理李克强在莫斯科同俄罗斯总理梅德韦杰夫共同主持中俄总理第十九次定期会晤，签署《中俄总理第十九次定期会晤联合公报》。
2015年12月17日，国务院总理李克强在人民大会堂同俄罗斯总理梅德韦杰夫共同主持中俄总理第二十次定期会晤，签署《中俄总理第二十次定期会晤联合公报》。
2016年11月7日，国务院总理李克强在圣彼得堡同俄罗斯总理梅德韦杰夫共同主持中俄总理第二十一次定期会晤，签署《中俄总理第二十一次定期会晤联合公报》。
2017年11月1日，国务院总理李克强在人民大会堂同俄罗斯总理梅德韦杰夫共同主持中俄总理第二十二次定期会晤，签署《中俄总理第二十二次定期会晤联合公报》。
2018年11月7日，国务院总理李克强在人民大会堂同俄罗斯总理梅德韦杰夫共同主持中俄总理第二十三次定期会晤，签署《中俄总理第二十三次定期会晤联合公报》。
2019年9月17日，国务院总理李克强在圣彼得堡同俄罗斯总理梅德韦杰夫共同主持中俄总理第二十四次定期会晤，签署《中俄总理第二十四次定期会晤联合公报》。
2020年12月2日下午， 国务院总理李克强在人民大会堂同俄罗斯总理米舒斯京共同主持中俄总理第二十五次定期会晤。会晤以视频方式举行。通过《中俄总理第二十五次定期会晤联合公报》。
2021年11月30日下午，国务院总理李克强在人民大会堂同俄罗斯总理米舒斯京共同主持中俄总理第二十六次定期会晤。会晤以视频方式举行。通过《中俄总理第二十六次定期会晤联合公报》。
2022年12月5日下午，国务院总理李克强在人民大会堂同俄罗斯总理米舒斯京共同主持中俄总理第二十七次定期会晤。会晤以视频方式举行。本次会晤未公开签署《联合公报》。